# Свечи на Бей стрит
«Свечи на Бей стрит» (англ. Candles on Bay Street) — телевизионная драма режиссёра Джона Эрмана. Слоган фильма: «One woman’s hope brought light to an entire town». Фильм снят по одноимённому бестселлеру 1998 года Кети Пеллетье (произведение было написано под псевдонимом K.C. McKinnon).

## Сюжет
Молодая женщина по имени Ди Ди (Алисия Сильверстоун) вместе с сыном возвращается в родной городок после того, как 13 лет назад она его покинула. Неожиданное возвращение пробуждает позабытые эмоции у её друга детства Сэма (Эйон Бэйли) и его жены Лидии (Аннабет Гиш). Ди Ди делится с Сэмом своими планами. Рассказывает о том, что она вернулась, чтобы сын смог понять жизнь маленького городка и прикоснуться к семейным традициям, после того как она рассталась с мужем. Но это лишь те мотивы, которые лежат на поверхности, в действительности у Ди Ди есть гораздо более существенные доводы для возвращения в город и встречи с Сэмом и Лидией.
Оказывается, Ди Ди больна лейкозом и подыскивает среди друзей юности людей способных позаботиться об её сыне Трупере (Мэттью Найт), после её неотвратимой скорой смерти.

## Актёрский состав
- Алисия Сильверстоун — Ди Ди
- Эйон Бэйли — Сэм
- Полли Берген — Розмари
- Мэттью Найт — Трупер
- Джеймс Ребхорн — фермер Фриден
- Аннабет Гиш — Лидия
- Джонатан Поттс — Рик
- Марта Ирвинг — Вэл
- Тед Атертон — Росс
- Кэти Гриффин — Наоми
- Джэйн Иствуд — Сара
- Уэйн Робсон — Брэд
- Брайан Дауни — Си Джей
- Ричард Донат — Уолтер
- Кевин Наджент — работник